# Большое Ново
Большое Ново — деревня в Череповецком районе Вологодской области.
Входит в состав Судского сельского поселения, с точки зрения административно-территориального деления — в Судский сельсовет.
Расстояние по автодороге до районного центра Череповца — 46 км, до центра муниципального образования Суды — 4 км. Ближайшие населённые пункты — Малое Ново, Малый Исток, Леонтьевка.
По переписи 2002 года население — 66 человек (30 мужчин, 36 женщин). Преобладающая национальность — русские (97 %).